# Tam o' shanter

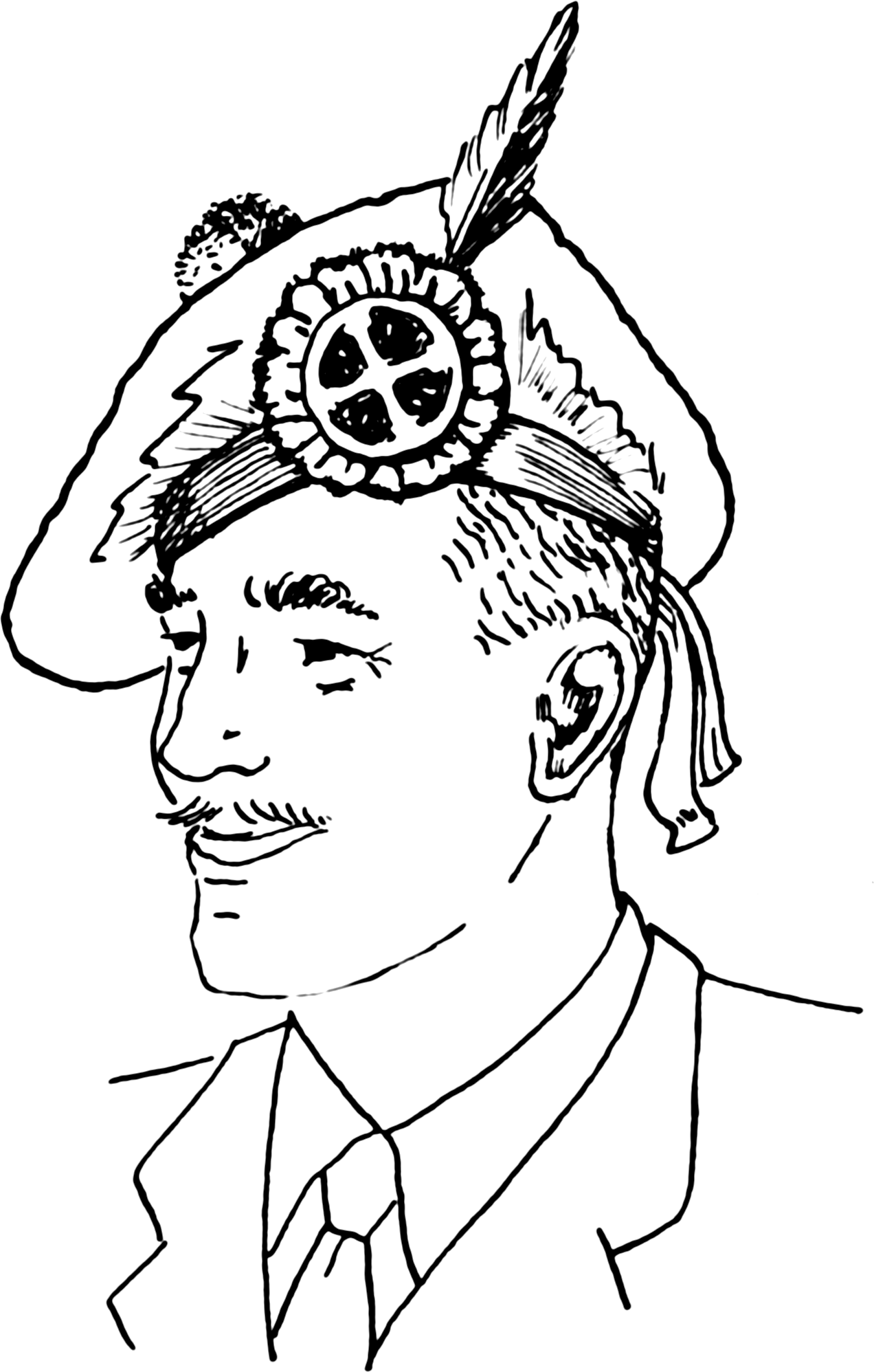
Le tam o' shanter

Le tam o’ shanter est un béret traditionnel écossais répandu dans l’ensemble du Royaume-Uni. Il doit son nom à Tam o' Shanter, le héros du poème homonyme de Robert Burns.
De forme plate, il est surmonté d’un pompon en son centre et peut se décliner en diverses couleurs, unies ou avec des motifs de tartans. Le Tam o' shanter est plus volumineux, ample que le béret. 

## Histoire
Le tam o’ shanter, à l’origine tricoté dans une laine teinte en bleu (le blue bonnet), était le couvre-chef des paysans et des serviteurs. Les bonnetiers qui le fabriquaient se regroupaient en cinq guildes : à Édimbourg, Aberdeen, Perth, Stirling et Glasgow. Un disque en bois est utilisé pour lui donner une forme plate.
Le Tam o' Shanter est très répandu en Écosse du XVe au XVIIIe siècle. À partir du XIXe siècle, la laine est remplacée par des matières plus synthétiques. 
Au sein de la British Army, le Royal Regiment of Scotland porte le Tam o’ shanter depuis 1915, qui est orné d’un plumet de couleur grâce auquel ses différents bataillons se distinguent les uns des autres. Par exemple, le plumet du Black Watch est rouge. Au Canada et en Australie, plusieurs régiments ont également adopté le Tam o’ shanter. 
En dehors de son usage traditionnel ou militaire, le tam o’ shanter est devenu un chapeau féminin à partir des années 1920, sous le nom de tam ou tammy. Le tam colle alors les coupes garçonnes des femmes des roaring twenties.

## Galerie

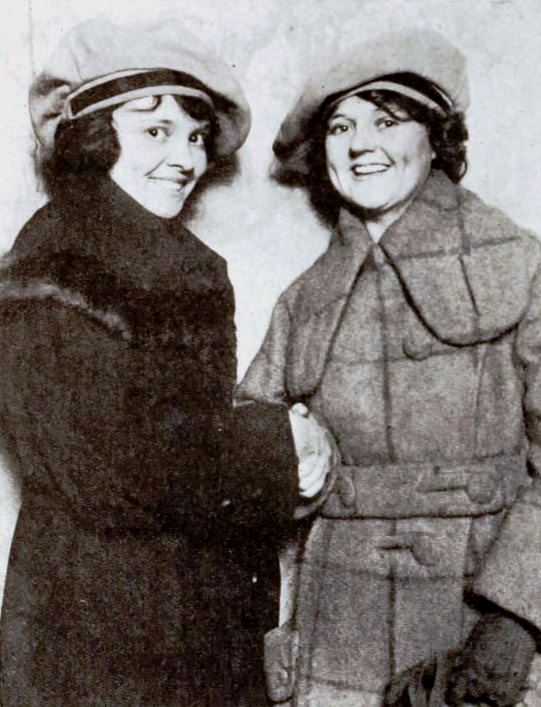
L'actrice Lillian Walker (en) et Hazel Bye portent le tammy (1921)
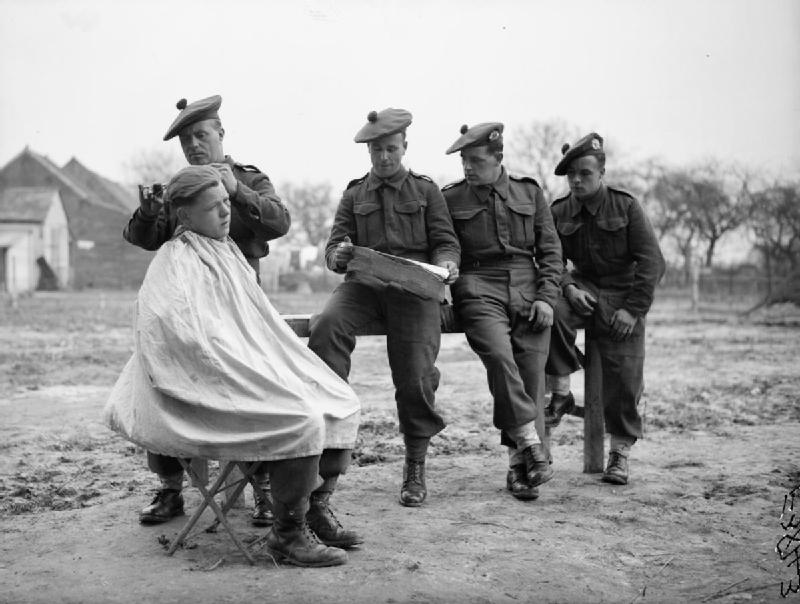
Coupe de cheveux chez les Royal Scots (1940)
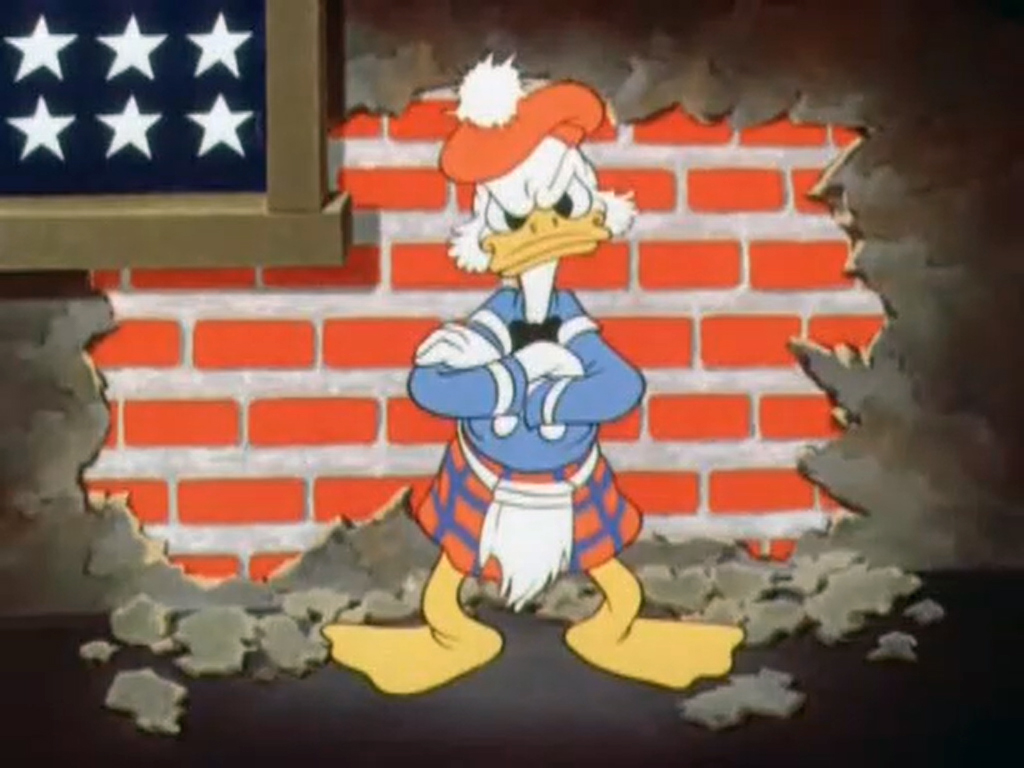
Dans The Spirit of '43, la version initiale de Picsou arbore le tam o' shanter (1943)